# Radislav Krstić
Radislav Krstić (15. februar 1948, Vlasenica, FNR Jugoslavija) bivši je general Vojske Republike Srpske koji je učestvovao u ratu u Bosni i Hercegovini tokom raspada Jugoslavije. Haški tribunal osudio ga je na 35 godina zatvora.

## Biografija
Rođen je 15. februara 1948. u Vlasenici. Osnovnu i srednju školu je završio u Han Pijesku. Bio je raspoređen u sarajevski garnizon Jugoslovenske narodne armije od 1972. do 1981, gdje je pohađao vojnu školu. Raspoređen je u Negotin 1983, blizu granice Jugoslavije s Bugarskom i Rumunijom. Posle tri godine je 1986. raspoređen u Prištinu radi obučavanja oficira i vojnika Prištinskog korpusa. Nakon nemira u autonomnoj pokrajini Kosovu i Metohiji, postao je načelnik komande korpusa.
Kada je izbio rat u Bosni i Hercegovini tokom raspada Jugoslavije, 1992. se vratio sa porodicom u Republiku Srpsku i priključio se Vojsci Republike Srpske. Vodio je vojne akcije u oblasti Vlasenice i Kladnja. Kada je stao na nagaznu minu 1994. izgubio je nogu i od tada koristi protezu. Posle nekoliko meseci se vratio u jedinicu Vojske Republike Srpske na dužnost i učestvovao je u vojnoj operaciji Krivaja ’95.

## Presuda
Međunarodni sud za ratne zločine počinjene na području bivše Jugoslavije podigao je 2. novembra 1998, optužnicu protiv njega zbog njegove uloge u masakru u Srebrenici. SFOR ga je uhapsio 2. decembra iste godine, te je sutradan prebačen u Hag. Četiri dana kasnije, pojavio se pred sudom i izjasnio o optužnici: izjavio je da nije kriv po svim tačkama optužnice. Haški tribunal je 2. avgusta 2001, doneo presudu prema kojoj je Krstić 12. jula učestvovao na sednici koju je vodio Ratko Mladić na kojoj se odlučivalo o sudbini Bošnjaka u Srebrenici. Mladić je 13. jula Krstića proglasio komandantom Drinskog korpusa. Nabavio je autobuse za prisilnu deportaciju Bošnjaka. Iako nema dokaza da je bio na licu mesta kada su se vršile egzekucije, presuđeno je da je kao komandant morao da zna za plan za masakr svih vojno sposobnih bošnjačkih muškaraca kao i za učestvovanje korpusa u masovnim ubistvima, pa ipak nije nikoga kaznio za te zločine. Istovremeno, pripremao je ofanzivu na Žepu.
Sudija je u presudi u avgustu 2001. izjavio da je Krstić kriv za „ubistvo hiljada bošnjačkih muslimana između 10. i 19. jula 1995, bez obzira da li su smaknuća bila sporadična ili planirana u obliku masovnih ubistava”. Proglašen je krivim za genocid, istrebljenje, ubistvo i progon i osuđen je na 46 godina zatvora. Bila je to prva Haška presuda za genocid za rat u Bosni i Hercegovini i dotad najveća zatvorska kazna dodeljena nekom optuženom. Krstić je bio prvi Evropljanin osuđen za genocid od nekog međunarodnog suda nakon Nirnberškog procesa. Nakon uložene žalbe 15. avgusta 2001, kazna mu je smanjena na 35 godina, a presuda je preimenovana u „učestvovanje i pomaganje u genocidu”.

## Napad
Prebačen je u Ujedinjeno Kraljevstvo na služenje kazne. U maju 2010. je zadobio teške telesne povrede kada ga je napala grupa zatvorenika muslimana i Albanaca. Napad na generala Krstića je izvršio kriminalac Indrit Krasnići, tako što je pokušao da zakolje generala Krstića i pri tome ga je ubo nožem u vrat i glavu.

## Spoljašnje veze
- Izveštaj o presudi Međunarodnog suda
- Case Information Sheet: Radislav Krstic. Детаљи оптужнице, суђења и пресуде